# 버터스 스토치
레오폴트 "버터스" 스토치(Leopold "Butters" Stotch)는 《사우스 파크》 만화 영화 시리즈에 나오는 등장인물이다. 그의 목소리는 맷 스톤이 연기했다. 처음에 버터스는 "Poof Poff" 와 "Swanson"으로 불렸고, 그의 별명은 단어 '버터스카치'를 이용했다. 버터스의 생일은 9월 11일이다. 버터스는 독특하게 미국 남쪽 억양으로 더듬으면서 말한다. 버터스는 사우스 파크의 애니메이션 감독인 에릭 스토프를 부분적으로 기초로 했는데, 그건 파커와 스톤이 그가 항상 불법을 저지를까봐 걱정하는 걸보고 결벽증이 있는 사람으로 주목해서 봤기 때문이다.; 이 내용은 Casa Bonita 에피소드의 크레딧을 참조해야 되는데, 거기에서 스토프의 이름인 에릭 "버터스" 스토프의 이름이 뜬다.

## 외모
커다란 수풀같은 금발머리와, 청록색 재킷, 그리고 녹색 바지를 입고 있다.

## 버터스의 역사
사우스 파크에서 버터스 (그의 부모를 포함한 모두다 그를 부를 때)는 상냥하고, 매우 순진하며, 매우 속이기 쉬운 등장인물이다. 버터스는 일반적으로 매우 친절하고, 그리고 다른 네 명의 다른 아이들보다 더 순박하다; 다른 "사우스 파크" 캐릭터와 달리, 그는 욕을 자주 하지 않고, 욕을 써도 "오, 햄버거. (oh, hamburgers)" 혹은 "비스킷 아들 (son of a biscuit)"처럼 완곡하게 표현한다. 종종 버터스는 점잔을 빼는 단어를 말한다.. 버터스는 "AWESOM-O", "Christian Rock Hard", "Hooked on Monkey Phonics", "Butters' Very Own Episode", "It Hits The Fan", "Simpsons Already Did It" 에피소드에서 몇 번 욕을 쓴 적이 있고, 여러 사례에서 매우 충격을 주었다.
버터스의 가족은 자기와 부모님인 크리스와 린다 스토치로 이루어져 있다. 버터스의 부모님들은 모두 엄격한 권위주의자이고, 비록 그들이 버터스를 사랑하는 건 뻔하지만, 그의 아들에게 못할 짓을 하기도 한다. 예를 들어서 버터스가 주인공인 "Butter's Very Own Episode" 에피소드에서, 버터스의 아버지는 동성애를 하게 되고, 버터스의 어머니는 그 소식에 미쳐서 버터스를 익사시키려고 한다. 그리고 "Stupid Spoiled Whore Video Playset" 에피소드에서 버터스를 2억 5천달러에 패리스 힐튼에게 팔기도 한다.
버터스는 사우스 파크가 정규 에피소드로 방영하기 시작할 때부터 출현했지만, ("Clubhouses" 에피소드에서 "Pass this up"이란 말을 제외하고는) 말은 하지 않고 뒷 배경의 등장인물로 출연하였다. 그리고 대본에서는 "퍼프 퍼프(Puff Puff)"와 "스완슨(Swanson)"으로 불렸다. 그의 목소리는 최초의 사용되지 않은 사우스 파크의 테마 노래에 들어 있다. 그는 또한 핍과 Weight Gain 4000 에피소드에서 싸운 적이 있다. 버터스는 극장판 사우스 파크에서 짧게 등장했는데, 처음에 불타는 엉덩이를 보고온 에릭 카트먼의 손을 만진 것과, La Resistance기를 들고 가다가 넘어진것이 그것이다. 버터스는 3 시즌의 에피소드인 "Two Guys Naked in a Hot Tub" 에피소드에서 지금의 이름으로 개명돼서 나오게 된다.
"Jared Has Aides" 에피소드에서 버터스는 스탠, 카일, 카트먼에게 5시즌에서 죽은 케니대신에 친구로 들어오게 된다. 그러나 그들은 버터스가 케니처럼 좋지 않다고 판단하고 케니가 돌아오기를 기도한다. 4명의 아이들 중에서 카트먼은 버터스를 많이 괴롭히게 되는데, 버터스는 AWESOM-O 에피소드에서 카트먼에게 복수하게 된다. 케니가 돌아온 이후로, 아이들은 친구관계의 균형을 바꾸기 위해서 버터스와 친하게 지내게 된다.

## 재능과 관심사

### 춤
"You Got F'd in the A" 에피소드에서, 버터스는 나중에 매우 촉망되는 탭 댄서로 나오게 된다. 그러나, 그의 춤에 대한 맹신 때문에 전국 탭댄싱 챔피언쉽에서 버터스는 춤을 추다가 신발을 잘못 날려서 여덟 명을 죽이게 된다.(여덟명의 사망자 중 한명은 임신상태였었고, 사망의 충격으로 자살한 사람까지 합치면 11명이다.) 이 기묘한 사고로 버터스는 두려움에 떨게 되었고, 더 이상 탭댄스를 추지 않았다. 같은 에피소드에서 스탠의 설득에 결국 버터스는 댄스 경연장으로 나가서 탭 댄스를 추게 된다. 그러나 또 기묘한 사고 때문에 경쟁 팀을 다 죽이게 된다. 또 "Asspen" 에피소드에서 버터스는 프리 스타일 댄스에 능력이 있는 것을 보여 주었고, "Marjorine" 에피소드에서는 저스틴 팀버레이크의 "Rock your Body" 노래에 맞춰서 춤을 추었다. 그는 또 "Hell on Earth 2006" 에피소드에서 사탄의 파티에서 마이클 잭슨의 춤을 모방하게 된다.

### 텔레비전
"4th Grade" 에피소드에서 버터스는 스타 트랙에 대한 놀라운 정보를 알고 있는 것처럼 보였고, 그래서 그는 아마도 "트래키"(스타 트랙 팬)일 것이다. 그리고 그는 또 "Hell on Earth 2006" 에피소드에서 보여지는 것과 같이 흑인 대상 케이블 TV인 BET를 보고 있다.

### 음악
버터스는 종종 이상한 노래를 부른다.
그가 딴 사람을 부를 때,
| “ | Loo loo loo, I've got some apples, loo loo loo, You've got some too. | ” |

그게 성공하면, 마지막으로
| “ | Loo loo loo, Let's make some applesauce, Take off our clothes and loo loo loo. | ” |

혹은
| “ | Loo loo loo, Let's get together, I know what we can do loo loo. | ” |

AWESOM-O 에피소드에서, 버터스는 그의 로봇 친구에 대해서 부른다. 이 노래는 "The Courtship of Eddie's Father"의 주제가와 거의 동일하고, 그리고 버터스는 시카고가 부르는 "If You Leave Me Now를 감미롭게 부를줄 안다.
확실하게, 버터스는 드럼을 능숙하게 칠줄 알아서, Christian Rock Hard 에피소드에서 카트먼의 크리스찬 록 그룹인 "Faith+1"에 드럼 주자로 나오게 된다.
최근에 "Miss Teacher Bangs a Boy" 에피소드에서, 버터스는 소변기가 있는 욕실에서 노래를 듣는다.
| “ | Hey there Mr. Weiner, whaddaya know. Do you need to tinkle tinkle? Yes, I do think so. | ” |

### 일반적인 지성과, 기억력
버터스의 순수함과, 천진난만함은 종종 진실이 밝혀지지 않은 채로 끝나게 되는 카트먼의 악한 계획이 그에게 잘 먹히는 이유이다. 그러나 버터스는 종종 카트먼의 계획을 받아들이고, 잘 돕기도 한다.
버터스는 "Christian Rock Hard" 에피소드에서 놀라운 암산 실력을 보여 주는데, 180,000,000 × 12.95 = 2,331,000,000 인 문제를 빠르게 풀어 내었다. 문맥에서 볼때, 버터스의 이 놀라운 능력은 다른 아이들도 많이 알고 있는 것처럼 보였다("My Future Self n' m"e 에피소드에서 버터스는 또한 스탠의 강사 역할을 하게 된다.).
"Cartman's Incredible Gift" 에피소드에서 버터스는 이카루스 신화를 알고 있는 것을 볼 수 있다.
그러나, Go God Go에서 버터스는 카트먼을 찾을 수가 없었다 - 그는 몇 주가 지났다는 것을 카트먼에게 알리기 위해서 Dougie와 같이 찾아야 했다 - 이것은 그의 순진함을 반영하고 있다.

### 미술
"A Very Crappy Christmas" 에피소드에서 아이들은 진짜 크리스마스 만화를 만들기로 한다. 버터스는 그 만화에서 등장인물쪽을 맡았다. 버터스는 또한 예술적인 재능을 "AWESOM-O" 에피소드에서 드러냈는데, 에피소드에서 버터스는 그의 로봇 친구(카트먼)을 그렸다. Kenny Dies 에피소드에서, 버터스는 병원에 있는 케니에게 비행기로 "나와 내 친구 케니" 라고 썼다. 그리고 "Toilet Paper" 에피소드에서, 다른 4명의 아이들은 미술에 대해서 힘겨워 했고, 스탠은 "미술 정말 싫어!"라고 주장했다. 그때 버터스는 뒤에서 미술 수업을 매우 좋아하는 것처럼 보인다.

### 운동 경기
버터스는 The Losing Edge 에피소드에서 야구팀에서 잠시 쉬고 있는 선수로 등장한다. 그리고 또한 Conjoined Fetus Lady 에피소드의 피구 팀에서 99번을 달고 있는 선수이기도 하다.

## 카오스 교수
버터스의 반쪽 자아는 카오스 교수인데, 이 카오스 교수는 아이들이 버터스를 그 그룹에서 빼버렸기 때문에 발생한 것이다. 버터스는 게리슨 선생이 미스터 헷을 이용해서 게이 성질을 표현하는 것과 같이 카오스 교수를 통해서 따돌림당한 감정을 해소한다. 카오스 교수에게는 1학년 더글라스가 변장한 디스어레이 장군이라는 동료가 있다. 카오스 교수의 외관은 풀색 망토와, 팔 보호구와 투구가 있다. 이중 그의 팔 보호구와, 헬멧은 앏은 알루미늄 호일로 만든 것이다.
카오스 교수의 처음 일은 패밀리 레스토랑의 주문 2개를 서로 바꿔놓는 일이었다. 그러나, 손님 둘이 주문이 서로 바뀌었다는 것을 알게 되어 실패했다. 그 다음에 시도한 것은 버터스가 있는 4학년 교실의 칠판 지우개를 훔치는 것이었다. 그러나, 그 일이 촉손딕 선생이 칠판지우개를 들고오게 되자 실패가 되었다. 그래서 그는 디스어레이 장군과 같이 지구를 물 바다로 만들려고 물을 틀어놓았지만, 이것도 상수도 사업소에서 나온 사람들에 의해서 안되게 된다. 그래서 그는 오존층을 없애기 위해서 스프레이를 뿌려대지만, 이것도 실패하게 된다. 그리고 카오스 교수는 자기가 하려고 하는 나쁜 일들이 "심슨 가족"에서 했기 때문에 정신적인 충격을 받게 된다.
"Krazy Kripples" 에피소드에서, 카오스 교수와 그의 동료인 디스어레이 장군은 크리스토퍼 리브가 만든 악의 단체에 가입하게 된다. 카오스 교수와 디스어레이 장군은 또한 Go. God, Go! 에피소드에서 군대 장난감과 싸우는 모습이 보이게 된다.